# 丸山雅仁
丸山 雅仁（まるやま まさひと、1943年12月23日 - 2020年6月3日）は、日本の作曲家、編曲家。

## 来歴
2014年、第56回日本レコード大賞で編曲賞を受賞。
2020年6月3日、急性呼吸器不全のため死去。76歳没。約2年前から体調を崩して療養中だった。

## 主な楽曲

### 演歌・歌謡曲・ポピュラー音楽

#### 作曲
- 美空ひばり 「越前岬」
- ゲオルゲ・ザンフィル「エメラルドの瞳」

#### 編曲
- 石川さゆり「天の川情話」「港の潮暦」
- 石原詢子「郡上の詩」「北しぐれ」「夕霧海峡」「桟橋」「手鏡」「港ひとり」
- 市川由紀乃「命咲かせて」「心かさねて」「はぐれ花」
- 岩本公水「鶴への祈り」
- 大月みやこ「女の港」「女の駅」「女の涙」「霧笛の宿」
- 加納ひろし「おんな海峡物語」「いにしえの旅人」
- 春日八郎「別れた故郷」「旅人/新宿むかし通り」
- 冠二郎「度胸船」「天命」「望楼の果て」「こころ花」
- 岸田晴汪「花嵐〜新島八重〜」
- 北川大介「旅の居酒屋」「男と女」「横濱のブルース」
- 北川大介・竹川美子「伊豆の国音頭」
- 北島三郎「風雪ながれ旅」[1]「石狩川よ」「竹」など多数
- キム・ヨンジャ「ひとり居酒屋」
- 香田晋「雨じゃんじゃん」
- 伍代夏子「ふれあい」
- 小林幸子「やんちゃ酒」
- さくらまや「大漁まつり」
- 子門真人「アブラハムの子」
- 翠竜輝嘉「あなた名義にしておきました」「くさび」
- 杉良太郎「風が吹くまま」「夢の中まで」「北の女」
- 大門正明「息子へ」「さらば我が友よ」
- 平浩二「鬼の棲み家」
- 鳥羽一郎「兄弟船」[1]「下北漁港」
- 内藤国雄（将棋棋士・内藤國雄）「おゆき」
- 中条きよし「花もよう」
- 花咲ゆき美「海峡雨情」「津軽恋歌」
- 原大輔「めぐり逢い紡いで」
- 氷川きよし「ちょいと気まぐれ渡り鳥」「男の絶唱」[1]「群青の弦」「じょんがら挽歌」[2]「おとこの街道」｢歌は我が命（カバー）｣「笛吹峠」「昭和ノスタルジー」「戻り雨」
- 藤圭子「新宿挽歌」
- 細川たかし「新宿情話」「ああ、いい女」「艶歌船」
- 三沢あけみ「渡り鳥」「北国恋歌」
- 三橋美智也「津軽涙唄/北の別れ唄」「越後絶唱/冬の花火」「霧笛/あゝ関ヶ原」「ゴエモン音頭/ゴエモン町を行く」
- 村上幸子「笹舟」
- 杜このみ「三味線わたり鳥」「追分みなと」
- 森昌子「寒椿」
- 山川豊「流氷子守唄」
- 祐子と弥生「最上川恋歌」
- 吉幾三「哀のブルース」
- 和田青児「リンゴのふる里へ」「人生列車」「はぐれ雲どこへ」

### その他
- 映画「エバラ家の人々」音楽
- ドラマ「カレー屋ケンちゃん」主題歌（編曲）
- ドラマ「喧嘩屋右近」BGM
- 長編アニメ「小さなペンギンロロの冒険」
- アニメ「アニメ親子劇場」BGM
- アニメ「一球さん」主題歌「青春の歌が聞こえる」（編曲）
- アニメ「魔境伝説アクロバンチ」BGM
- コメリ店内ソング（CMと兼用）「風見鶏っていいですね」（作曲・作詞は荒木とよひさが担当）
- 富士サファリパークCMソング（作曲）[1]
- ボラギノールCMソング（作曲）
- おかあさんといっしょ体操の歌「ようじ体操・スイッチオン」（編曲）